# Millettia thonningii
Millettia thonningii är en ärtväxtart som först beskrevs av Julius Heinrich Karl Schumann och Peter Thonning, och fick sitt nu gällande namn av John Gilbert Baker. Millettia thonningii ingår i släktet Millettia och familjen ärtväxter. Inga underarter finns listade i Catalogue of Life.

## Bildgalleri

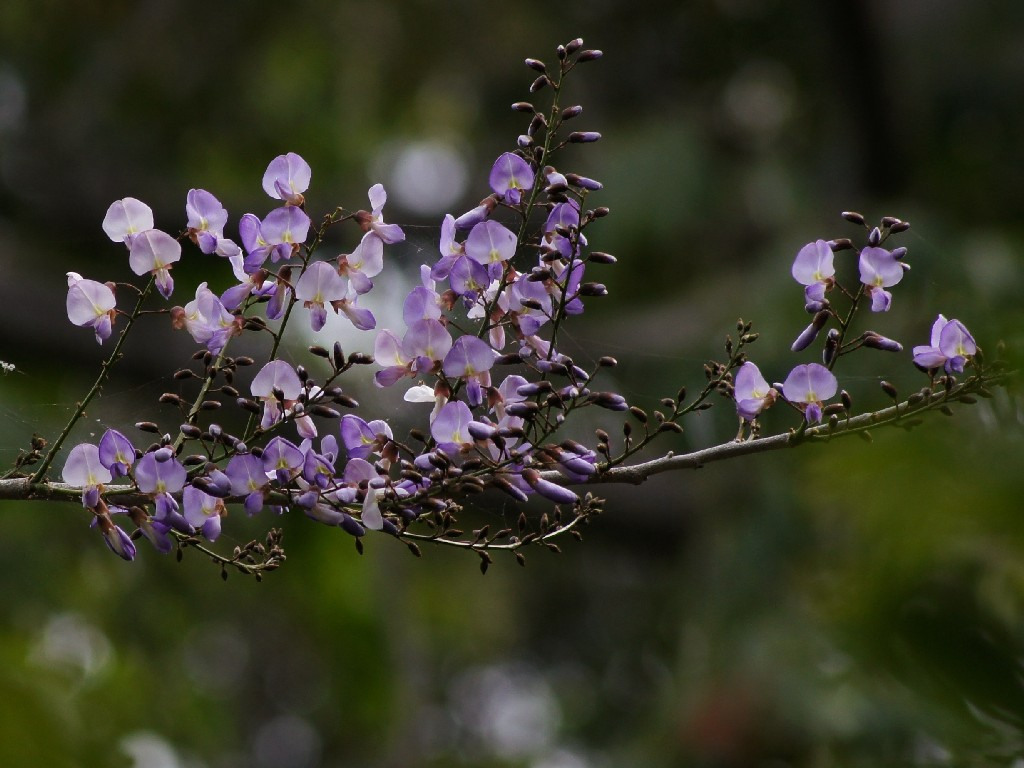